# Aéroport de Maastricht-Aix-la-Chapelle
Pour les articles homonymes, voir MST.
L'aéroport de Maastricht-Aix-la-Chapelle (code IATA : MST • code OACI : EHBK) est un aéroport néerlandais situé à 8 kilomètres au nord de Maastricht et à 30 kilomètres au nord-ouest d'Aix-la-Chapelle dans la commune de Beek dans la province du Limbourg néerlandais. Son ancien nom est l'aéroport de Beek (Vliegveld Beek).
L'aéroport de Maastricht ne se trouve qu'à une quarantaine de kilomètres au nord-est de l'aéroport belge de Liège.

## Histoire
Les premiers projets d'un aéroport civil régional dans le sud de la province de Limbourg datent de 1919. En 1939, le projet reçoit l'accord du gouvernement de la province, mais la guerre interfère. L'armée américaine des libérateurs demande le 27 janvier 1945 la permission de fonder à Beek une base aérienne militaire temporaire, nommée Yankee 44. Une piste de 1 200 mètres, faite de tôles métalliques, fonctionne dès le 22 mars 1945.
Officieusement, Yankee 44  est transféré au mois de mai 1945 aux militaires néerlandais, qui s'occupent de l'entretien mais ne l'utilisent pas. La commune de Beek demande l'autorisation d'en faire un aéroport civil, ce qui est accordé le 1er août 1945 : l'aéroport de Beek est né.
En 1949, la piste de tôle est remplacée par deux pistes en dur, respectivement de 1 200 mètres et de 1 000 mètres. Malgré cela, cet aéroport civil est très peu utilisé et son avenir est incertain. On sauve l'aéroport civil en donnant en 1951 des droits d'usage à l'armée néerlandaise de l'air et au service météorologique des Pays-Bas. La piste principale est allongée jusqu'à 1 850 mètres.
En 1956, on fonde la SA Luchthaven Limburg qui prend en  main le développement de l’aéroport civil. Une décennie plus tard, l'aéroport Beek a pris de l'importance et les premières lignes aériennes régionales commencent leurs vols réguliers Beek - Eindhoven - Schiphol en 1966. Depuis, l'aéroport n'a fait que grandir.
Dans les années 1980, on introduit le nom Aéroport de Maastricht. Dès 1994, le Industrie- und Handelskammer Aachen devient un partenaire important de la SA et par la suite, le nom est changé en Aéroport Maastricht-Aachen.
Depuis le 21 juin 2004, le propriétaire de l'aéroport est OmDV, un consortium de Omniport et Dura Vermeer.
L’Aéroport Maastricht Aachen est le siège de plusieurs écoles de pilote, d'instructeur de pilotage et d'ingénieur d'entretien. 
Depuis le 4 juin 2009, l'aéroport est le lieu de stationnement de l'avion ambulance de Airbulance qui dessert les pays du Benelux et l'Allemagne.

## Situation

### Carte des aéroports du Royaume des Pays-Bas
| Amsterdam Eindhoven Groningue Maastricht-Aix-la-Chapelle Rotterdam-La Haye |

| Bonaire Saba Saint-Eustache Curaçao Aruba Saint-Martin |

## Statistiques
Pour des raisons techniques, il est temporairement impossible d'afficher le graphique qui aurait dû être présenté ici.

Voir la requête brute et les sources sur Wikidata.
| Année | Mouvements | Passagers | Fret    |
| ----- | ---------- | --------- | ------- |
| 1997  | 23 099     | 231 908   | 33 261  |
| 1998  | 20 832     | 240 657   | 27 999  |
| 1999  | 21 308     | 293 288   | 36 029  |
| 2000  | 24 701     | 382 896   | 44 268  |
| 2001  | 22 603     | 359 559   | 33 463  |
| 2002  | 18 810     | 312 333   | 39 477  |
| 2003  | 15 584     | 273 347   | 34 255  |
| 2004  | 13 738     | 228 318   | 44 221  |
| 2005  | 11 562     | 304 191   | 54 569  |
| 2006  | 16 590     | 270 086   | 54 152  |
| 2007  | 15 067     | 134 579   | 57 898  |
| 2008  | 16 882     | 231 824   | 55 383  |
| 2009  | 13 727     | 135 696   | 53 351  |
| 2010  | 15 111     | 226 635   | 61 975  |
| 2011  | 11 364     | 333 910   | 65 402  |
| 2012  | 10 639     | 305 439   | 52 562  |
| 2013  | 10 347     | 429 545   | 54 029  |
| 2014  | 9 347      | 241 473   | 56 693  |
| 2015  | 9 004      | 195 180   | 56 622  |
| 2016  | 8 683      | 176 562   | 60 480  |
| 2017  | 9 053      | 167 544   | 86 770  |
| 2018  | 10 437     | 274 986   | 124 676 |

## Compagnies et destinations

### Passagers
| Compagnies                  | Destinations |
| --------------------------- | --- |
| AlMasria Universal Airlines | En saison charter: Hurghada |
| BH Air                      | En saison charter: Bourgas |
| Corendon Airlines           | Antalya En saison: Bodrum-Milas |
| Corendon Dutch Airlines     | En saison : - Héraklion-N. Kazantzákis, - Kos, - Las Palmas/Gran Canaria, - Malaga-Costa del Sol, - Rhodes-Diagoras, - Zante D.-Solomós |
| Ryanair                     | Alicante-Elche, Barcelone-El Prat, Bari-Karol Wojtyła, Londres-Stansted, Porto-F. Sá-Carneiro En saison : Cracovie-Jean-Paul II, Zadar  |

Édité le 29/12/2018  Actualisé le 27/12/2022

### Cargo
| Compagnies             | Destinations |
| ---------------------- | --- |
| Emirates SkyCargo      | Chicago-O'Hare, Dubaï Al Maktoum, New York-John F. Kennedy, Los Angeles, Mexico-B. Juárez |
| Royal Jordanian Cargo  | Amman-Reine-Alia, Djeddah - Roi-Abdelaziz, Le Caire, New York-John F. Kennedy |
| Saudia Cargo           | Dammam-roi Fahd, Johannesbourg OR Tambo, Nairobi-J. Kenyatta |
| Silk Way Airlines      | Bakou-H. Aliyev, Bourgas, Hong Kong, Londres-Stansted, Moscou Chérémétiévo, Novossibirsk-Tolmatchevo                                                                                            |
| Sky Gates Airlines     | Bakou-H. Aliyev, Hong Kong, Moscou Chérémétiévo, Novossibirsk-Tolmatchevo |
| Turkish Airlines Cargo | Accra-Kotoka, Bogota-El Dorado, Bâle-Mulhouse, Chicago-O'Hare, Entebbe, Izmir-A. Menderes, Istanbul, Koweït, Nairobi-J. Kenyatta, Oslo-Gardermoen, Riyad-roi Khaled, Toronto (Pearson), Curaçao |
| Zimex Aviation         | Birmingham, Dublin, Francfort |